# Veterinärmedizinhistorisches Museum

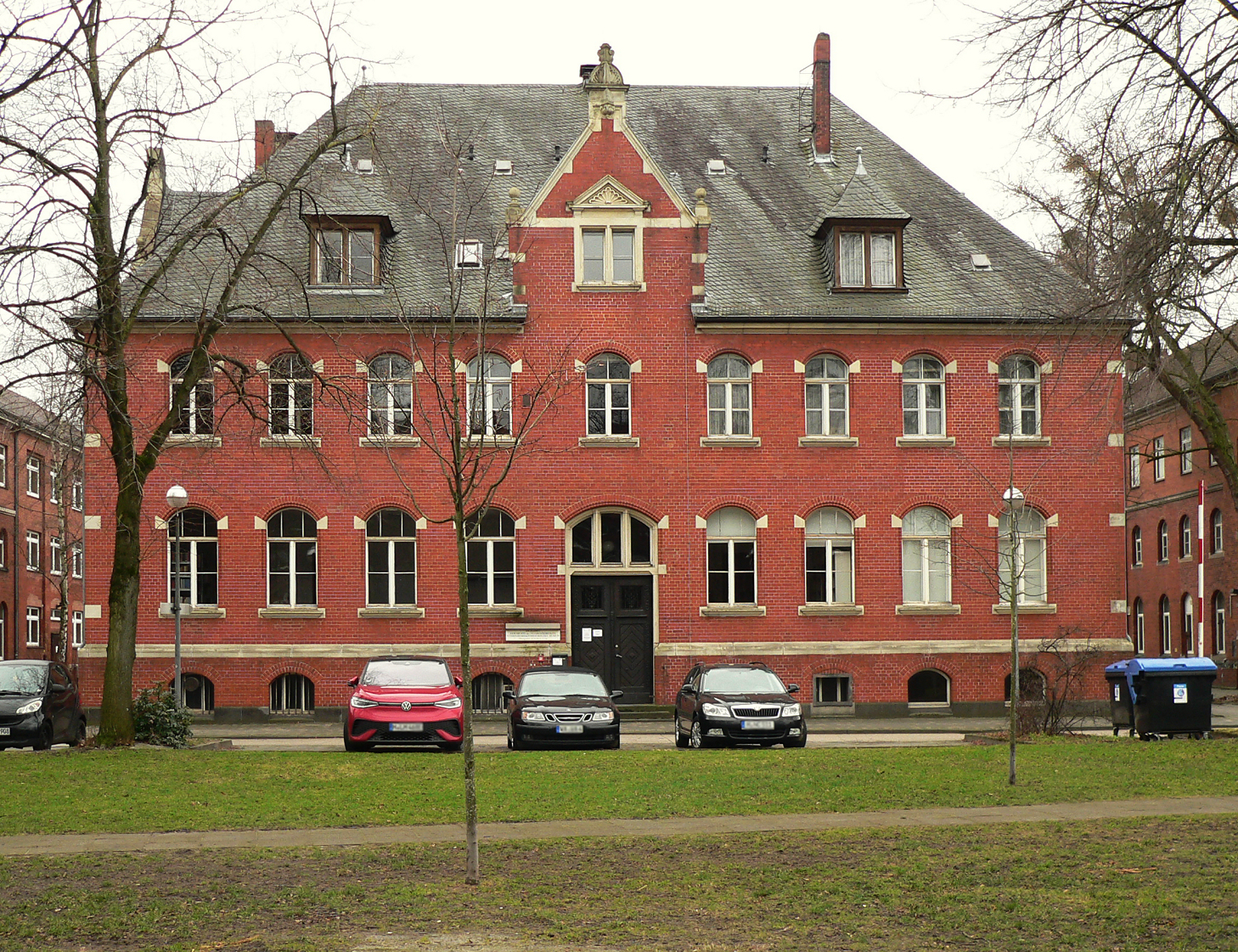
Sitz des Veterinärmedizinhistorischen Museums

Das Veterinärmedizinhistorische Museum befindet sich auf dem Gelände der Stiftung Tierärztliche Hochschule Hannover am Braunschweiger Platz in Hannover.
Das Museum zur Tiermedizin wurde 1973 von Ernst-Heinrich Lochmann gegründet. Es ist das einzige der Öffentlichkeit zugängliche Fachmuseum dieser Art in Deutschland. Das Museum zeigt in einem Gebäude auf dem Hochschulgelände die Entwicklung der Tierärztlichen Hochschule seit ihrer Gründung 1778 als Königliche Tierarzneischule über die Anerkennung als Universität 1913 bis zur heutigen Hochschule. In der Schausammlung geben 650 Exponate zu Diagnostik, Operationen, Aderlass, Zahnbehandlung, Geburtshilfe, Kastration, Schmerzausschaltung, Hufbehandlung und Seuchenbekämpfung auf 230 m² Ausstellungsfläche Einblick in die Geschichte der Hochschule und die Entwicklung der Tiermedizin. Im Jahr 1995 erhielt das Museum eine militärgeschichtliche Abteilung mit rund 300 Exponaten. Der Gesamtbestand des Museums an Instrumenten, Geräten, Dokumenten, Schriften und Bildern zur tierärztlichen Tätigkeit beläuft sich auf etwa 6000 Objekte.